# Михайлівська церква (Грудки)
Миха́йлівська це́рква — дерев'яна церква в селі Грудки Камінь-Каширського району Волинської області. Збудована у 1771 році (за іншими даними 1775) коштом парафіян. Є рідкісним зразком волинського типу дерев'яних церков з двома вежами на західному фасаді.
Храм є пам'яткою архітектури національного значення (охоронний номер 030049). Парафія належить до Камінь-Каширського благочиння Волинської єпархії Української православної церкви.

## Історія

### Передісторія та будівництво
Село Грудки, що розташоване на східному березі озера Лука (Ольблє), вперше згадується на початку XVI століття під назвою Ільбле. Пізніше воно було відоме як Ольблє-Руське, на відміну від сусіднього Ольблє-Лядського (нині Осівці), яке належало польським панам. З 7 червня 1946 року село офіційно зветься Грудки.
Церква збудована коштом парафіян у 1771 році (за іншими даними — у 1775). Її спорудили на території старого закритого цвинтаря, де, за переказами, до того стояла стара невелика церква.

### XVIII—XIX століття
У XVIII столітті село певний час належало домініканському кляштору міста Каменя-Каширського. Парафія в Грудках була самостійною, до неї була приписана церква святої Параскеви в сусідньому селі Ольблє-Лядському. Збереглися метричні книги парафії за 1835—1848 роки.
У 1862 році церкву підняли на кам'яний фундамент і зміцнили стіни. У 1870 році її покрили залізом і пофарбували. У 1882 році поруч з церквою збудували нову дерев'яну дзвіницю. Іконостас, за свідченнями старожилів, був куплений у церкві села Доротище. 

### XX—XXI століття
Існує фотографія храму, датована 1916 роком.
У 1961 році радянська влада закрила храм, а його приміщення перетворили на склад. Дзвіниця була повністю зруйнована. У жовтні 1962 року Волинський обком КПУ рекомендував зняти пам'ятку з державного обліку через її аварійний стан, однак клопотання не було задоволено, і постановою Ради міністрів УРСР № 970 від 24 серпня 1963 року церкву було включено до списку пам'яток архітектури.
У 1989 році зусиллями громади церкву було відреставровано. Того ж року її освятив благочинний Камінь-Каширської округи, протоієрей Феодосій Кристецький. Першим настоятелем відновленого храму став нині покійний протоієрей Петро Черевко. З 1991 року і донині настоятелем є протоієрей Анатолій Литвин.
У 1991 році Міністерство внутрішніх справ подарувало храму дарохранильницю з накладного срібла та срібно-позолочені євхаристійні сосуди, які зникли після закриття церкви в радянський час.
У грудні 2016 року парафія відзначила 245-річчя храму. Святкову літургію очолив єпископ Волинський і Луцький Нафанаїл.
2 липня 2017 року на березі озера Ольблє стався конфлікт між православною громадою села на чолі з настоятелем Анатолієм Литвином та євангельськими християнами-баптистами, які мали намір провести обряд хрещення. Священник та парафіяни заблокували доступ до води, стверджуючи, що озеро є «канонічною територією» церкви і що проведення обряду «іновірцями» його «осквернить».

## Архітектура

### Церква
Церква дерев'яна, на кам'яному фундаменті, хрестоподібна в плані, з трьома верхами. Є одним із рідкісних на Волині зразків дерев'яних церков із двома вежами на західному фасаді. Центральний зруб, вівтар і бабинець належать до раннього етапу будівництва. Внутрішній простір відкривається через широку арку-виріз. Над бабинцем по всьому периметру влаштовані хори. В інтер'єрі становлять інтерес твори живопису XVII століття з рельєфними орнаментальними позолоченими фонами.

### Дзвіниця
Історично поруч із церквою стояла окрема дерев'яна дзвіниця, збудована у 1882 році. Вона була квадратною в плані, триярусною, шатровою. На дзвіниці було 5 дзвонів. У радянський період дзвіницю було повністю зруйновано. Сучасна дзвіниця є відбудованою.

## Парафія
Парафія зареєстрована як юридична особа «Свято-Михайлівська релігійна громада Української православної церкви с. Грудки Камінь-Каширського району Волинської області» 24 грудня 1991 року. Належить до Камінь-Каширського благочиння Волинської єпархії УПЦ. З 1991 року незмінним настоятелем храму є протоієрей Анатолій Литвин.

## Галерея

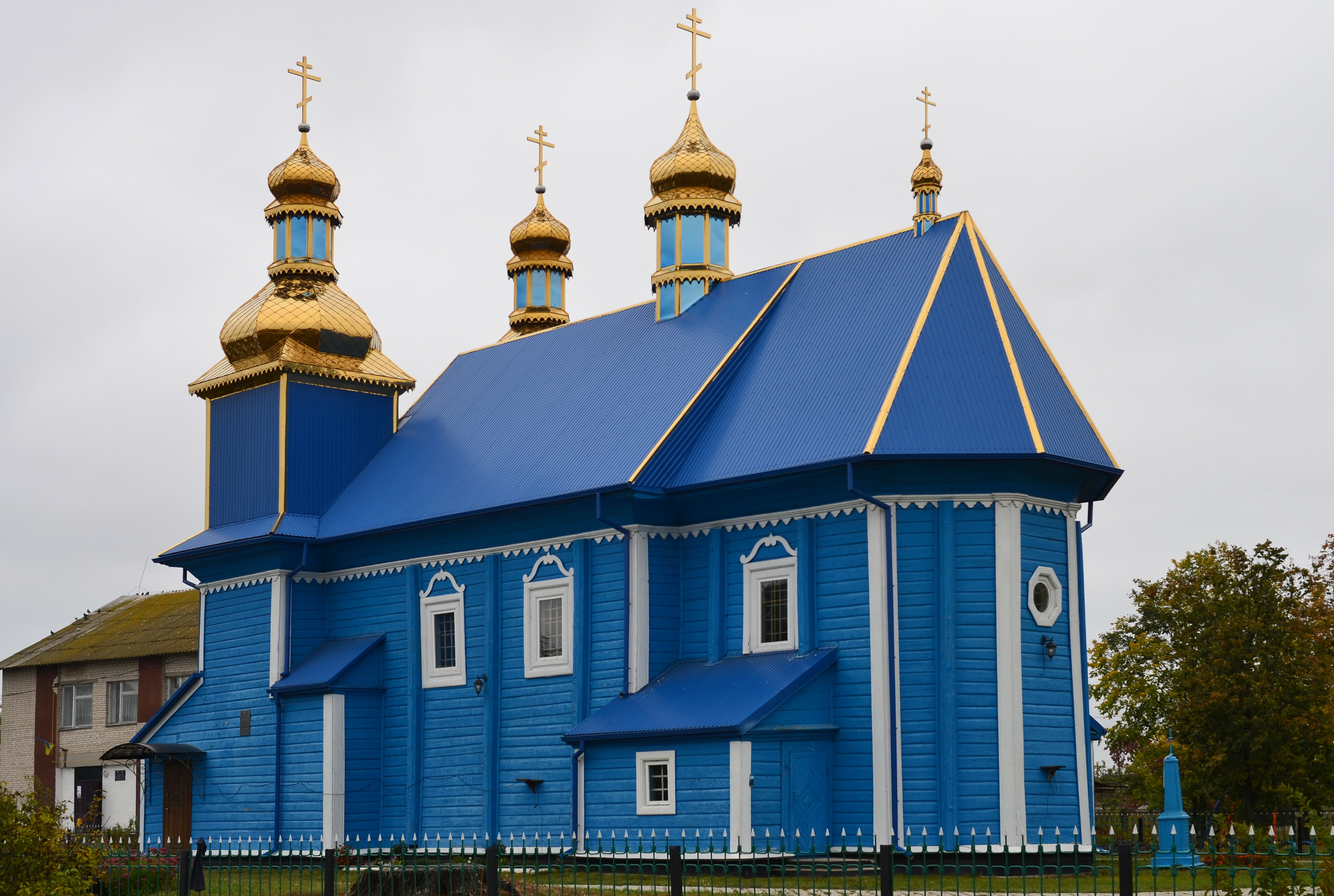
Вигляд з південного сходу
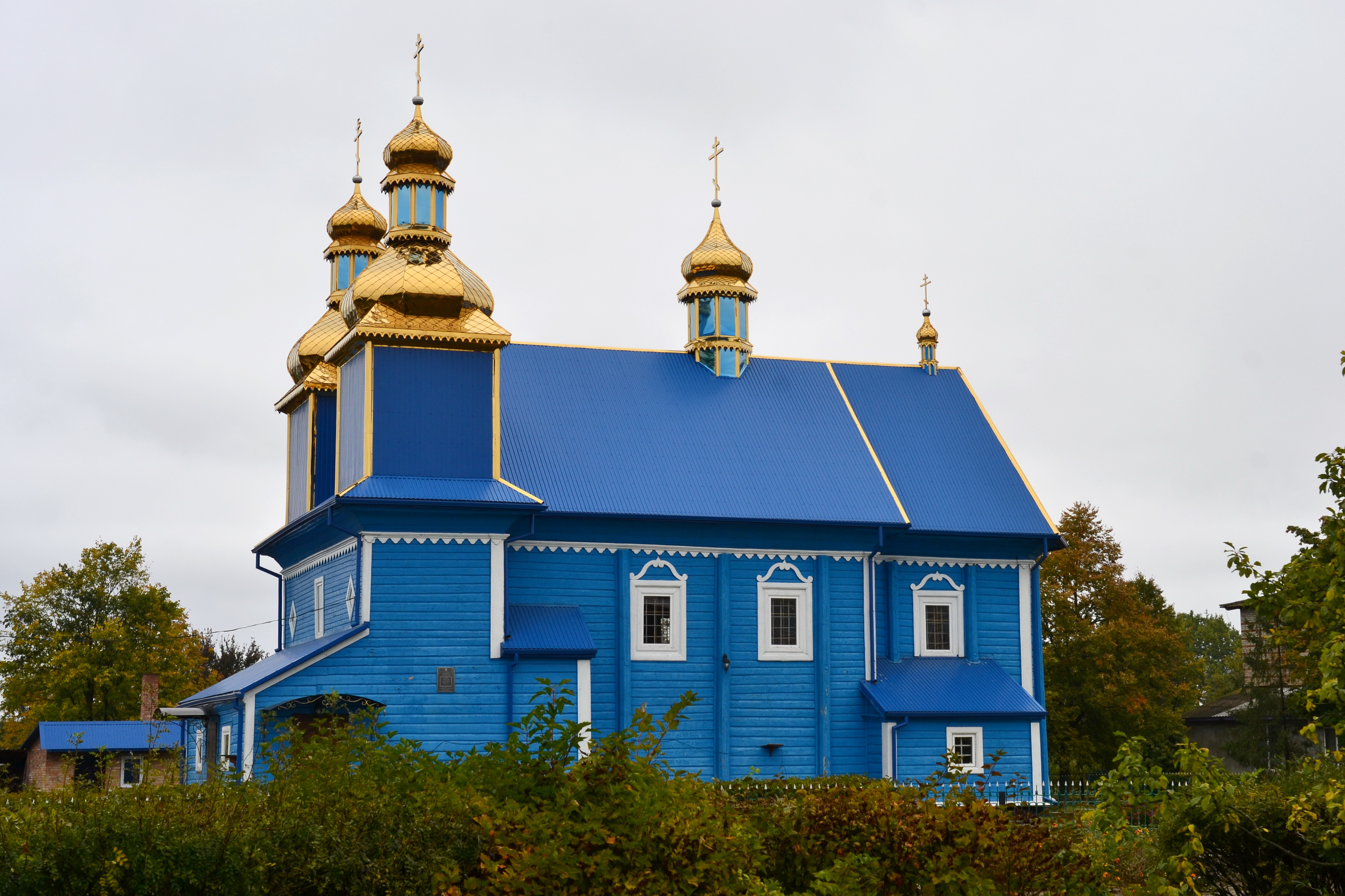
Вигляд з півдня
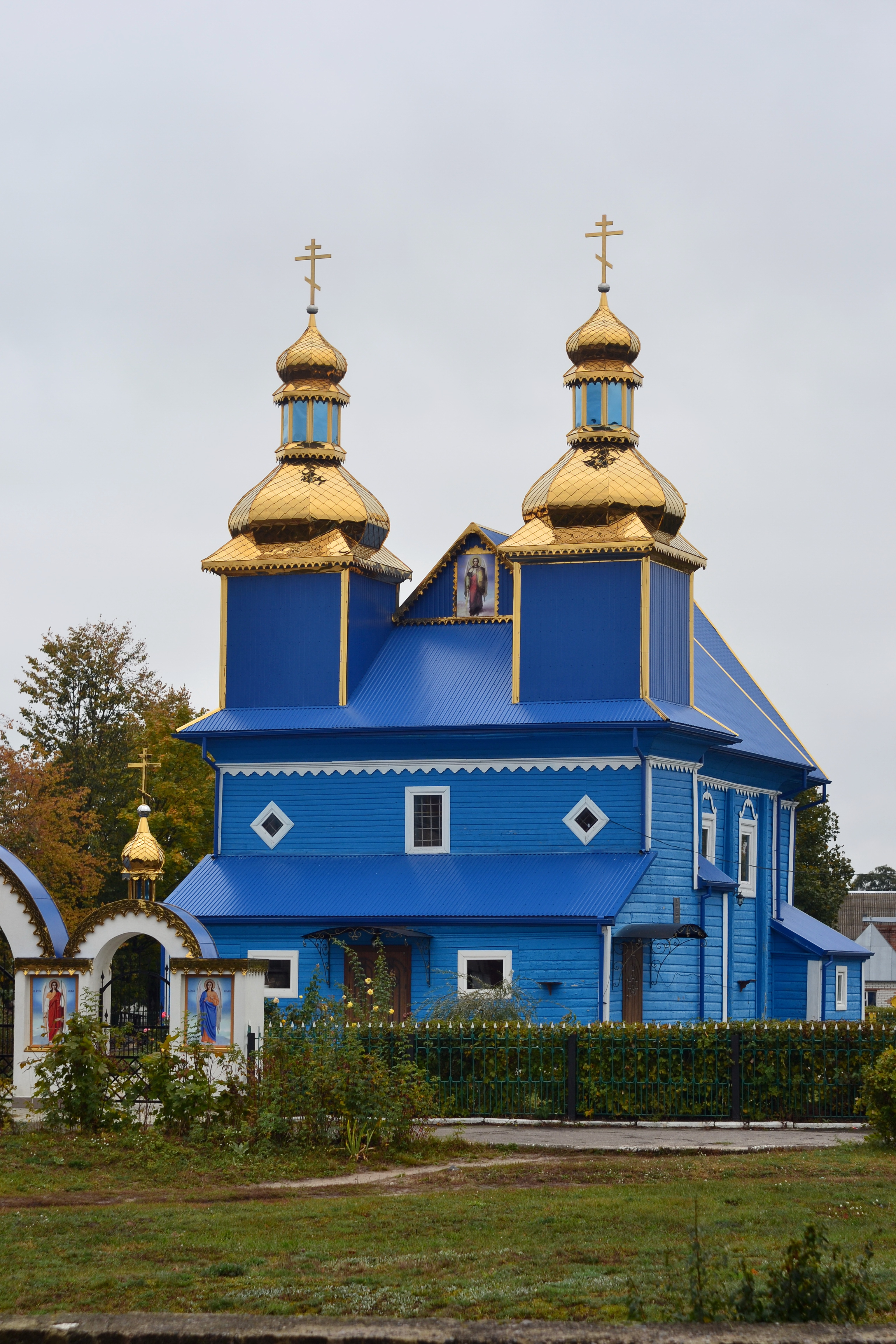
Вигляд з південного заходу
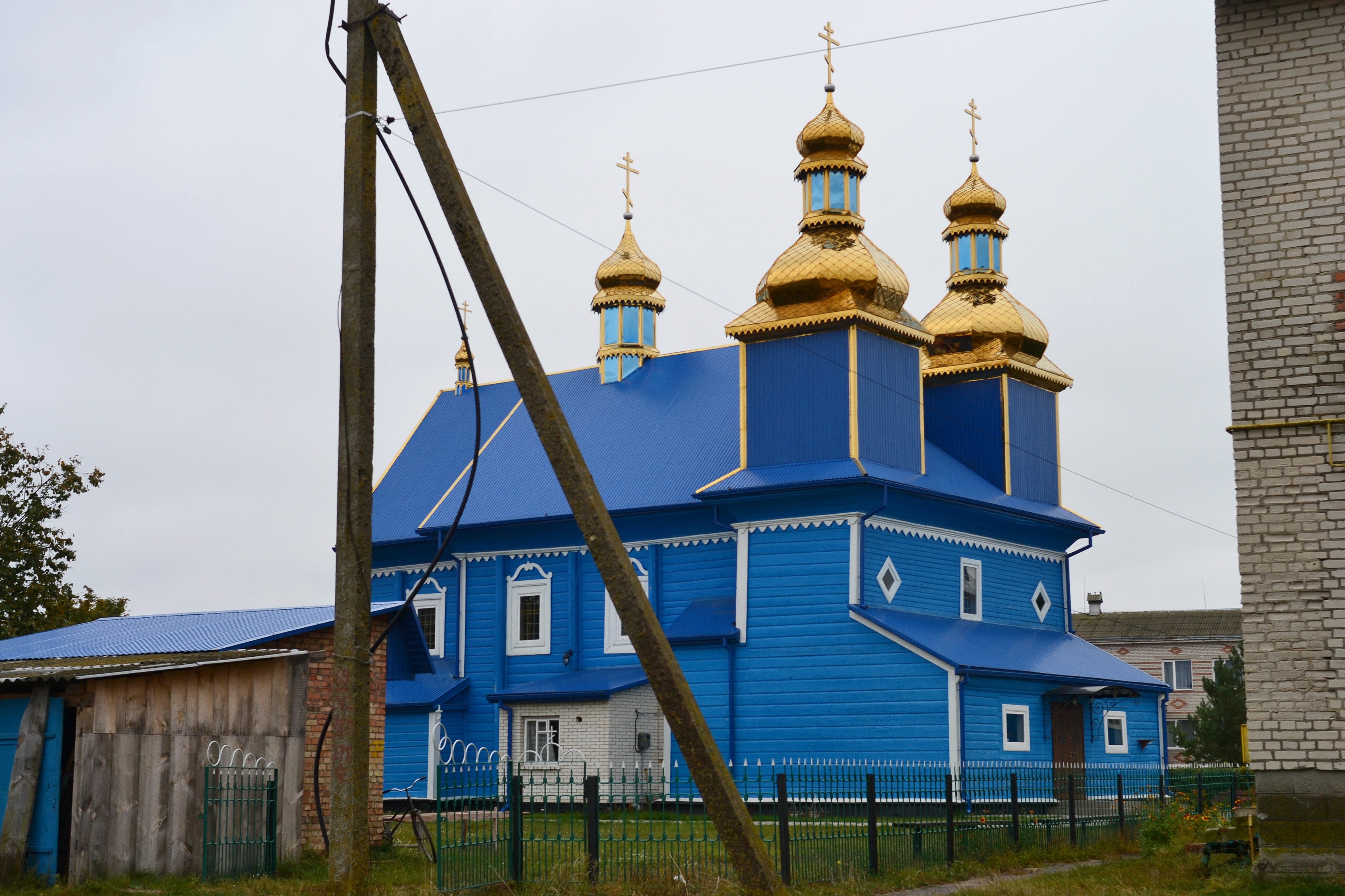
Вигляд з північного заходу
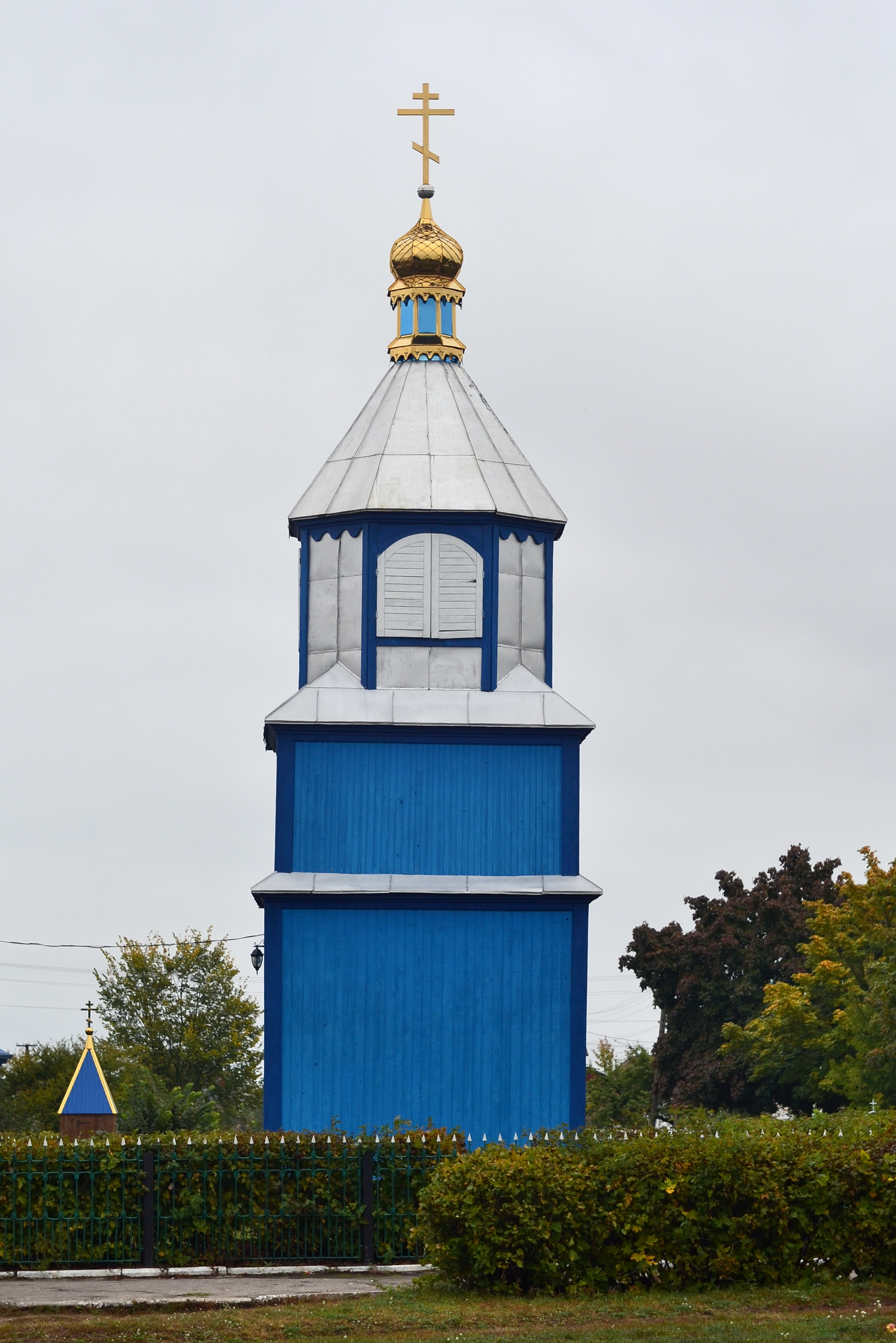
Дзвіниця, вигляд із заходу
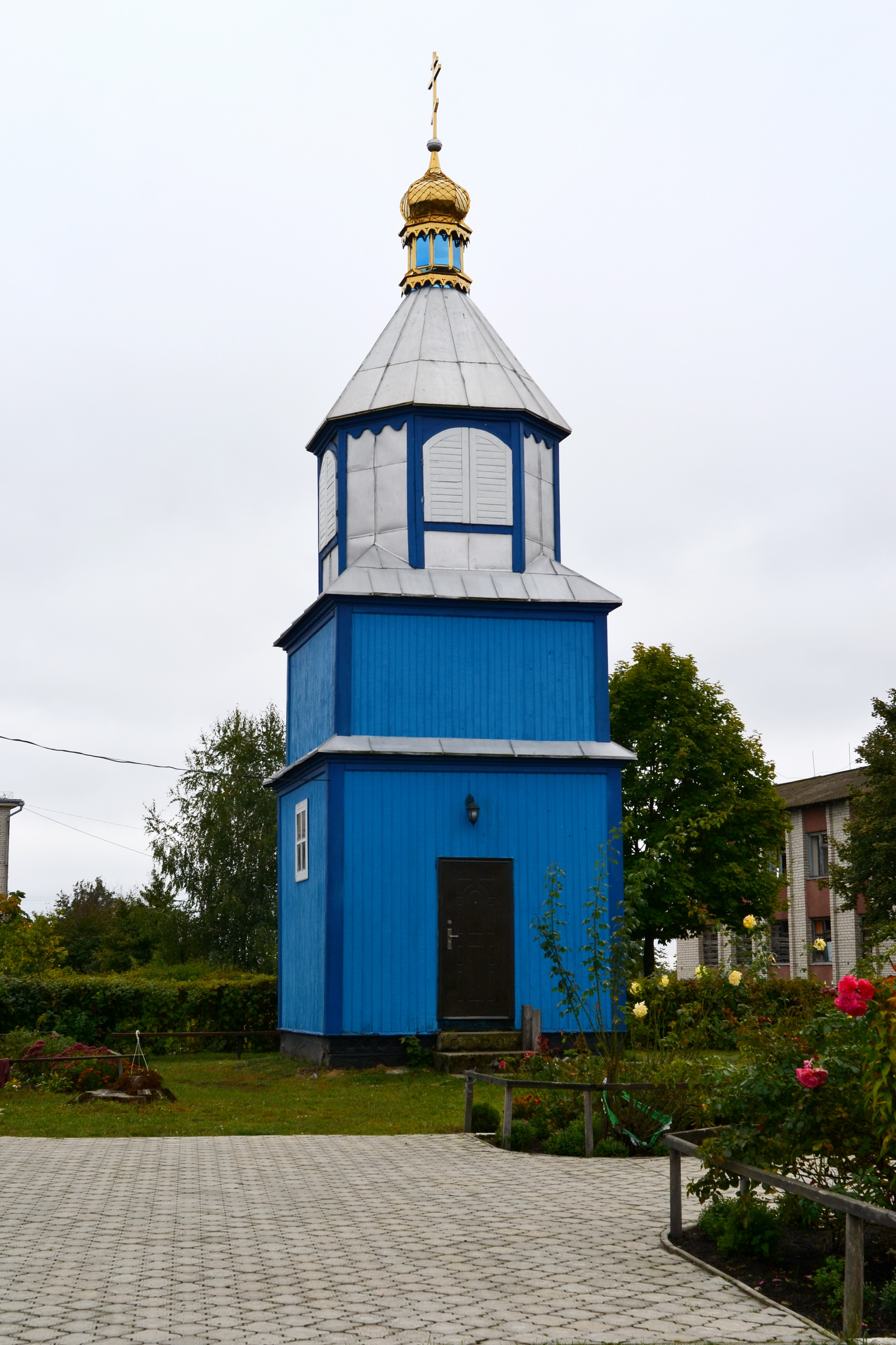
Дзвіниця, вигляд з півночі
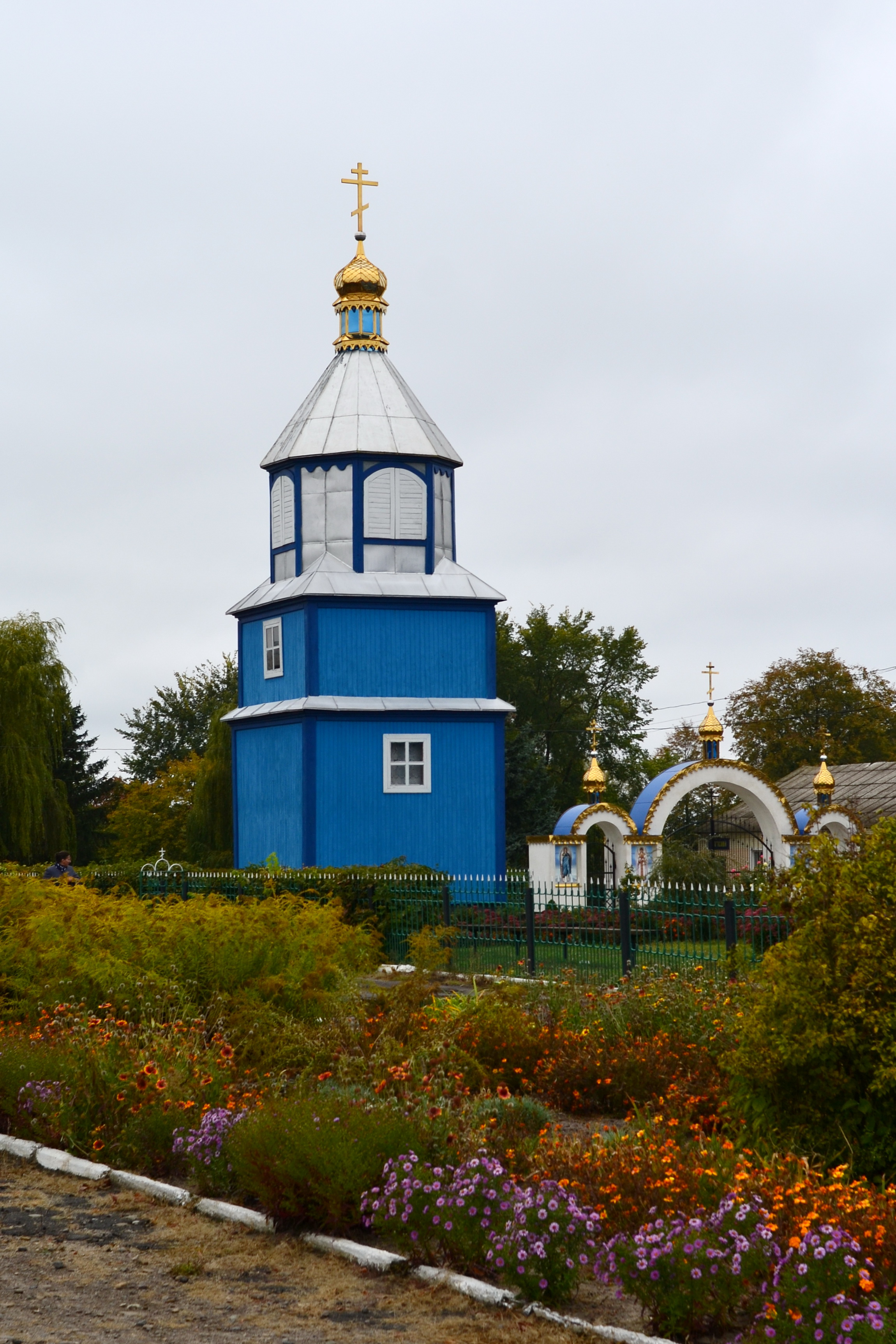
Дзвіниця, вигляд зі сходу
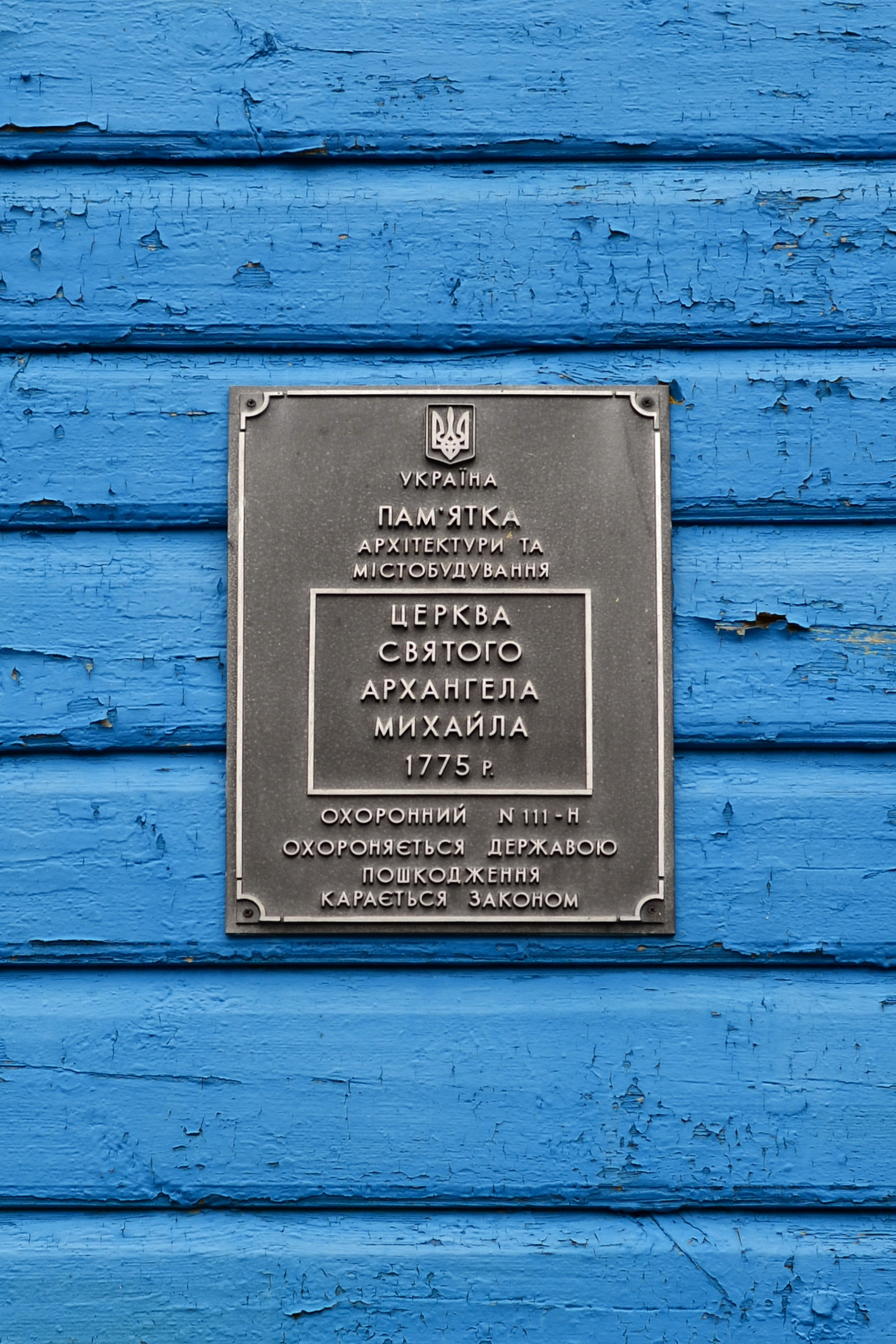
Охоронна дошка